# Parmentier (metropolitana di Parigi)
Parmentier è una stazione della metropolitana di Parigi sulla linea 3, sita nell'XI arrondissement di Parigi.

## La stazione
La stazione è dedicata all'agronomo, nutrizionista ed igienista Antoine Parmentier (1737-1813).
La stazione Parmentier è situata sotto l'incrocio fra l'avenue Parmentier, la rue Oberkampf e l'avenue de la République. Al suo interno ospita un'esposizione permanente sulla storia della patata, di cui Parmentier per primo intuì le potenzialità gastronomiche.

## Interconnessioni
- Bus RATP - 46, 96
- Noctilien - N12, N23

## Galleria d'immagini

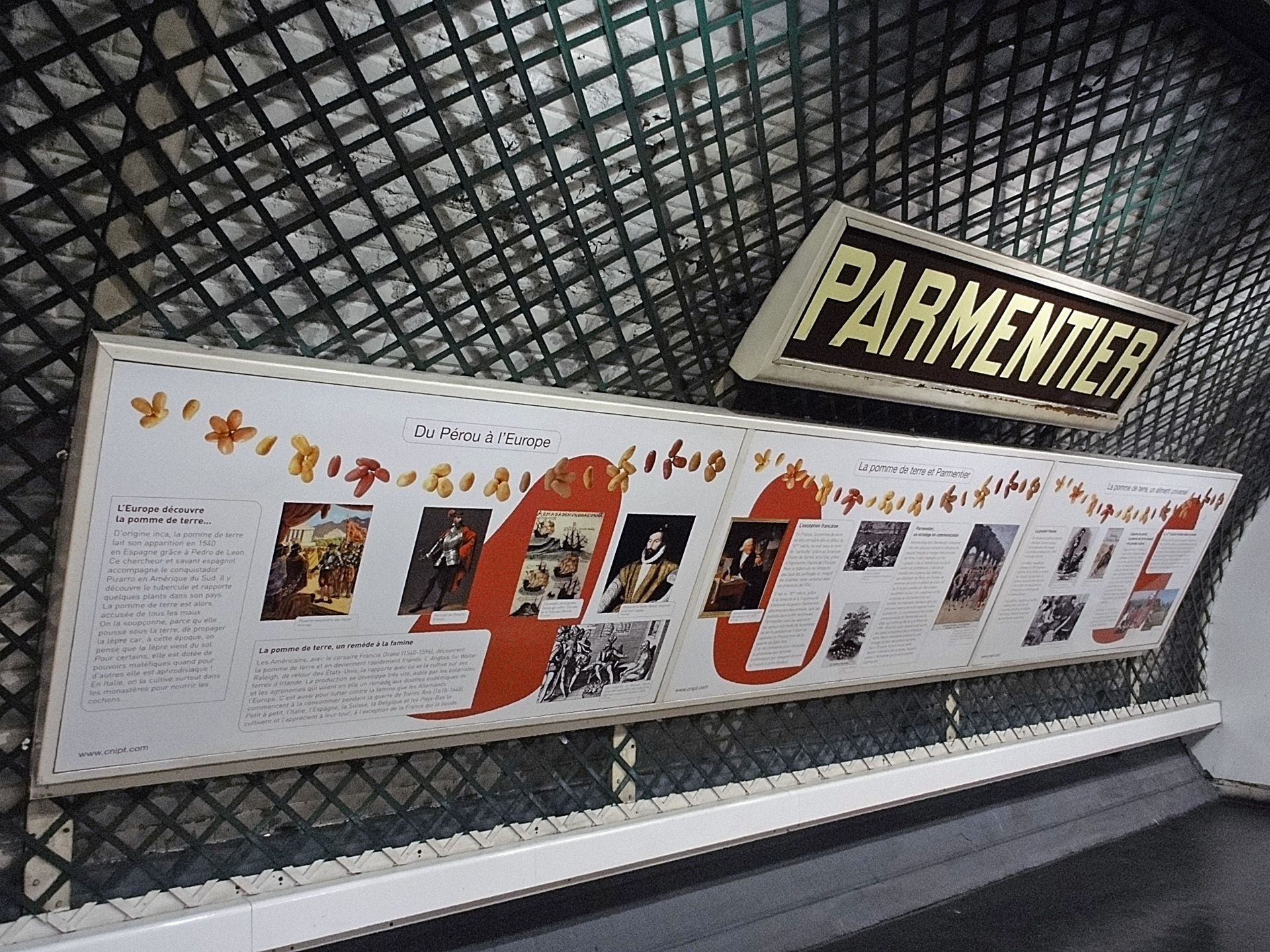
Una parte dell'esposizione sulla storia della patata ospitata all'interno della stazione.
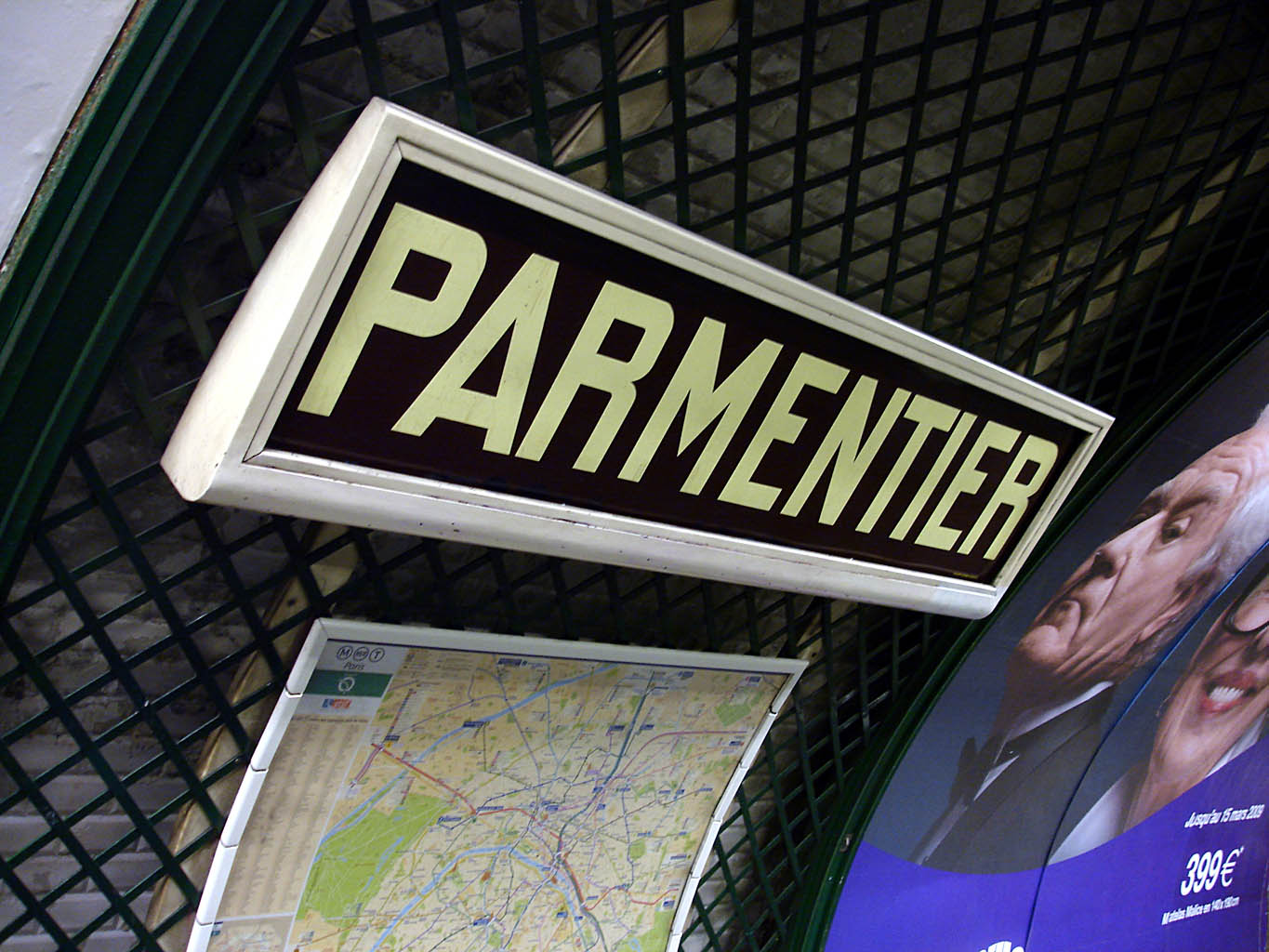
L'insolito cartello col nome della stazione e il reticolo di legno che riveste la parete.